# Jelcz M181MB
Jelcz M181MB – autobus miejski produkowany w latach 1996—2008 przez polskie przedsiębiorstwo Jelcz.

## Historia modelu
Pod koniec 1995 roku przedstawiono prototyp autobusu Jelcz M181MB z silnikiem MB OM447hLa o mocy maksymalnej 300 KM. Produkcje tego modelu rozpoczęto w 1996 roku.
Kilka miesięcy później autobus ten przeszedł modernizację nadwozia, w wyniku której zastosowano całkowicie nową ścianę przednią z panoramiczną szybą i wydzielonym miejscem na świetlik, nieznacznie zmodernizowano wnętrze pojazdu oraz jego ściany boczne (analogiczne modernizacje jak w serii M121x).
Kolejnych modernizacji dokonano w roku 2000. Na wysokości trzecich drzwi pochyle poprowadzono podłogę, dzięki temu zlikwidowano stopień za tylną krawędzią drzwi.
W 2002 roku autobus ten otrzymał nowy przegub przedsiębiorstwa Hubner, oraz nadkola zewnętrzne z modelu Jelcz M101I.
Ostatnia modernizacja nastąpiła w roku 2005, zastosowano wówczas przednią i tylną ścianę z modelu M101I, wprowadzono nieznaczne zmiany we wnętrzu pojazdu oraz zastosowano unowocześniony silnik OM457hLA III/3 i skrzynię biegów Voith D864.3E. Tak zmodernizowany autobus uzyskał nazwę M181MB/3.